# Франческо Боттічіні
Франческо Боттічіні (італ. Francesco di Giovanni Botticini; бл. 1446, Флоренція — 1498, Флоренція) — італійський художник доби Раннього Відродження.

## Біографія
Попри те, що Франческо Боттічіні був досить визначним флорентійським художником, Джорджо Вазарі у своїй багатотомній праці не залишив ніяких згадок про нього. Більш того, найвідоміший твір Боттічіні, картину «Вознесіння Діви Марії» («Вівтар Пальмієрі», Національна галерея, Лондон) Вазарі помилково приписав пензлю Сандро Боттічеллі. Виявлені в архівах нечисленні документи не дозволяють послідовно і повно вибудувати біографію художника.
Боттічіні народився в сім'ї Джованні ді Доменіко, художника, який виготовляв і розписував гральні карти. Цілком ймовірно, саме батько прищепив йому смак до малювання і дав первинні художні навички. 22 жовтня 1459 року, у віці 12-13 років, Франческо розпочав навчання у флорентійського художника Нері ді Біччі, який очолював майстерню з виготовлення різної мальованої продукції релігійного змісту, що мала посередній, комерційний рівень. Нері ді Біччі в історії італійського мистецтва прославився своїм «Щоденником», в якому методично описував свій художній бізнес: витрати і доходи, а також всі події, пов'язані з цим бізнесом. У «Щоденнику» він називає Боттічіні «Francesco di Giovanni naibaio» (терміном «найбайо» позначалася рутинна робота підмайстра, який займався розписами ящиків, скриньок, прапорів тощо) і повідомляє, що менш ніж за рік (24 червня 1460 року) Франческо втік з його майстерні. У 1469 році, у свої 23 роки Боттічіні був уже настільки самостійним і шановним майстром, що увійшов до комісії з оцінки якості однієї з робіт свого колишнього вчителя, виконаної для монастиря Санта Марія ді Канделі (цей факт також описаний в «Щоденнику» Нері ді Біччі). На загальну думку фахівців, Франческо Боттічіні залишив Нері ді Біччі заради майстерні Андреа Верроккйо, видатного майстра Ренесансу, котрий виплекав і відкрив світові низку великих талантів — Леонардо да Вінчі, Сандро Боттічеллі, Доменіко Гірландайо, П'єтро Перуджино та ін. Саме в майстерні Верроккйо Боттічіні досяг рівня справжнього майстра в малюнку, пластиці фігур і в композиційних рішеннях. Вплив учителя на Франческо був настільки сильним, що деякі його роботи раннього періоду дослідники помилково вважали творами самого Андреа Верроккйо.
Близько 1470 року художник вступив до Братства Архангела Рафаїла (так зв. «Раффа»), і написав для нього відому картину «Три архангели і Товія», яка нині зберігається в Галереї Уффіці (зберігся запис про виплату художникові невеликої суми за частину виконаної роботи). Наступного року ім'я Франческо з'являється серед членів Братства св. Луки (об'єднання художників, скульпторів, ювелірів тощо). Приблизно в цей час він створює майстерню, котра грала помітну роль у мистецькому житті Тоскани, і працювала у Флоренції, Емполі, Вальдарно. Серед замовлень, виконаних в майстерні, — знамените «Вознесіння Діви Марії» (1474–1476 рр., Національна галерея, Лондон) і «Табернакль св. Севастьяна» (після 1476 року). Далі документи висвітлюють його діяльність в 1484 і 1491 роках. В них повідомляється, що в цей період художник працював над вівтарем для церкви Сант Андреа, так зв. «Табернаклем Таїнства», який був встановлений в храмі у 1491 році.
Наприкінці 1480-х і в 1490-х роках сімейне підприємство, в якому разом з Франческо Боттічіні працював і його син Рафаелло, виконувало роботи в невеликих поселеннях навколо Флоренції. В Фучеккьо, містечку неподалік Емполі, зберігся контракт від 1492 року, згідно з яким Боттічіні написав вівтарну картину «Мадонна з немовлям і святими» для Братства св. Хреста (нині у Музеї Метрополітен, Нью-Йорк), а його син Рафаелло — вівтарну картину «Благовіщення зі св. Франциском і Андрієм». До 1490-х років дослідники відносять цілий ряд великих робіт, створених Франческо для провінційних храмів — Вівтар св. Ієроніма (Національна галерея, Лондон), вівтар «Мадонна з немовлям і святими» (Музей Прато) тощо. Цілком ймовірно, художник все своє життя прожив у Флоренції, в районі Санта Кроче, виїжджаючи у справах лише у невеликі провінційні міста, і активно працював до самої смерті, яка настала 16 січня 1498 року.

## Творчість

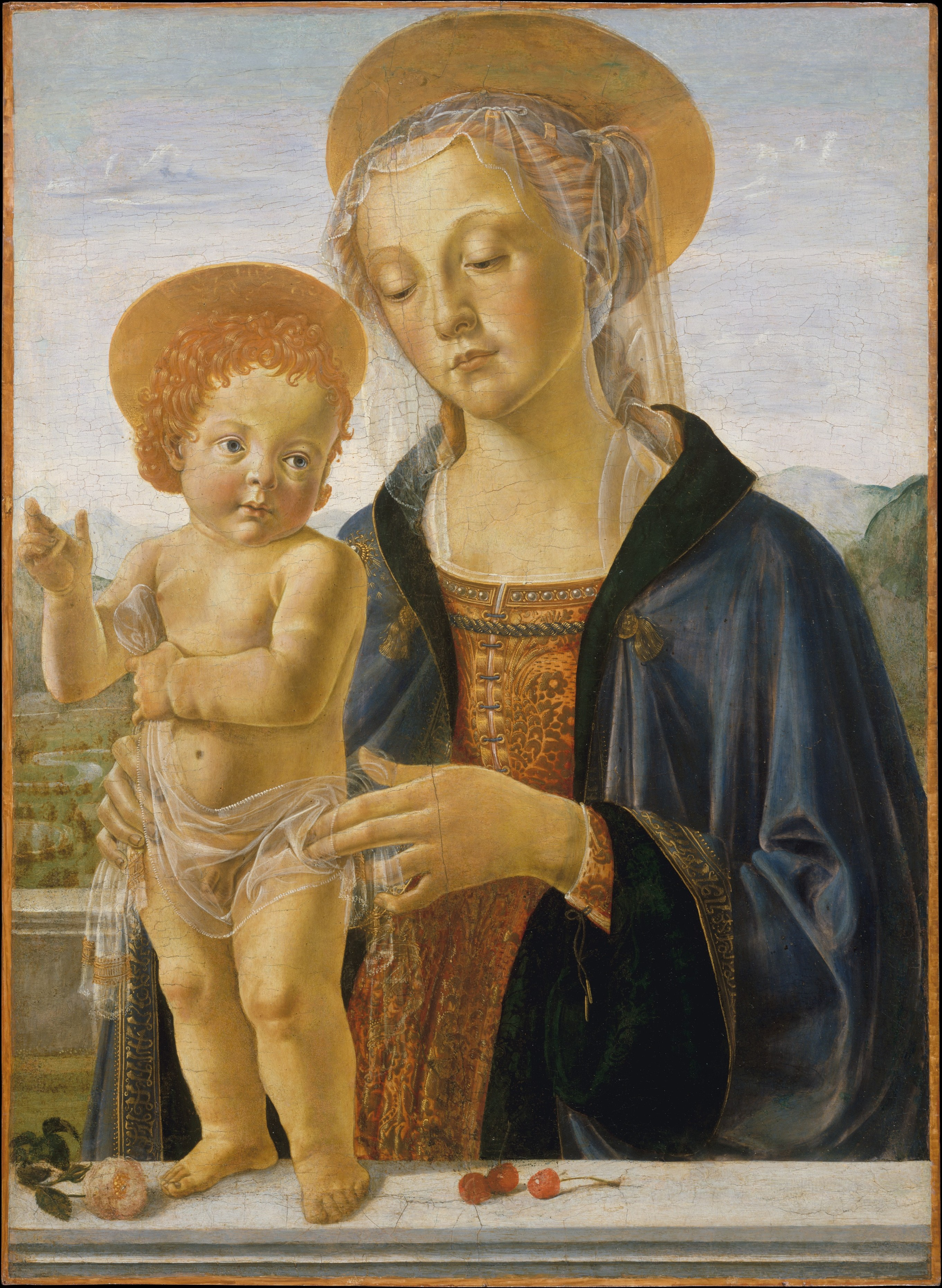
Мадонна з немовлям. Майстерня Верроккйо, 1460-ті роки. Музей Метрополітен, Нью-Йорк. Сучасні дослідники схиляються до того, що це одна з найбільш ранніх робіт Боттічіні

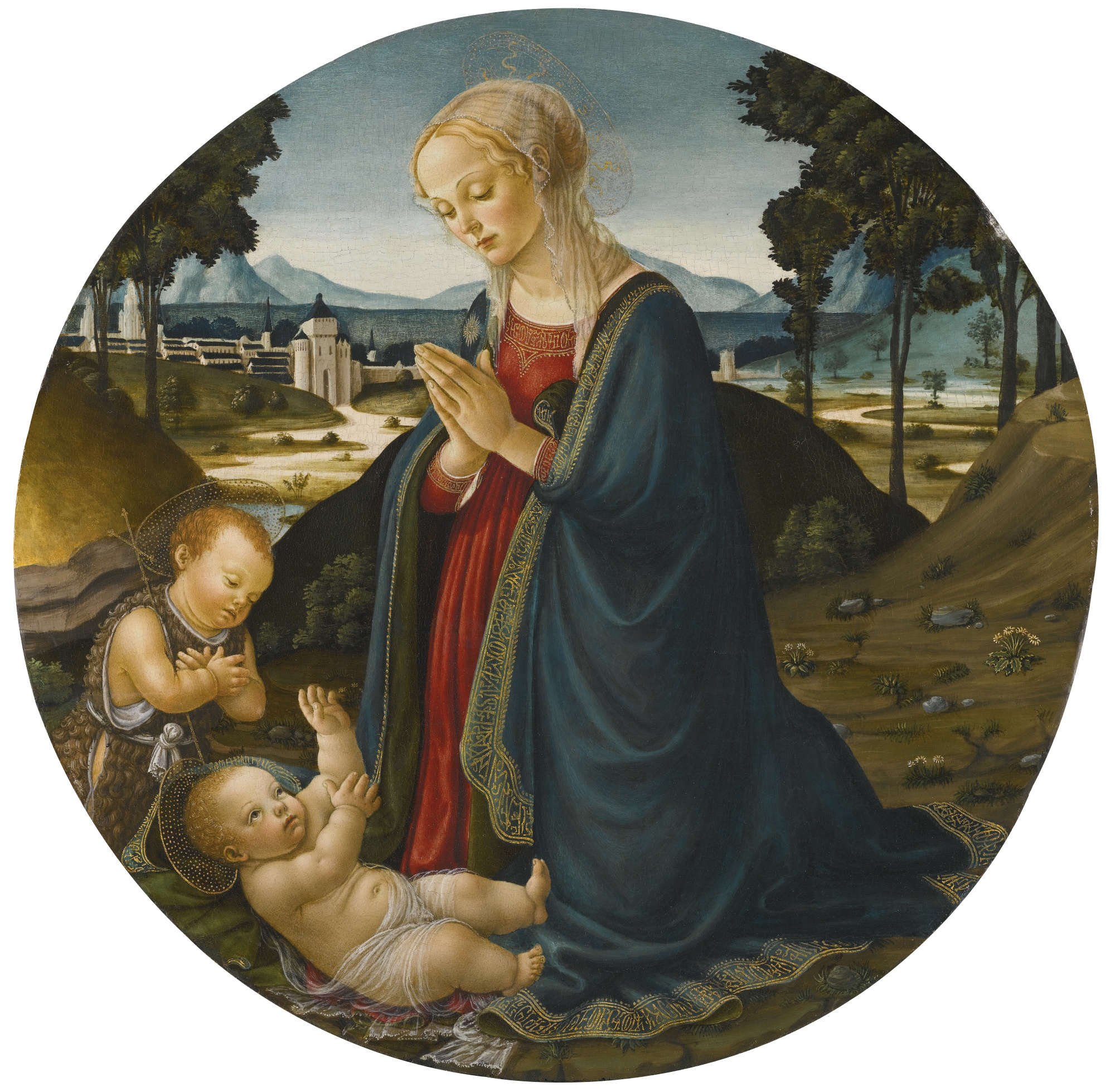
Мадонна з немовлям. Приватне зібрання. У мадоннах Боттічіні дослідники бачать одночасно вплив Андреа Верроккйо і Сандро Боттічеллі

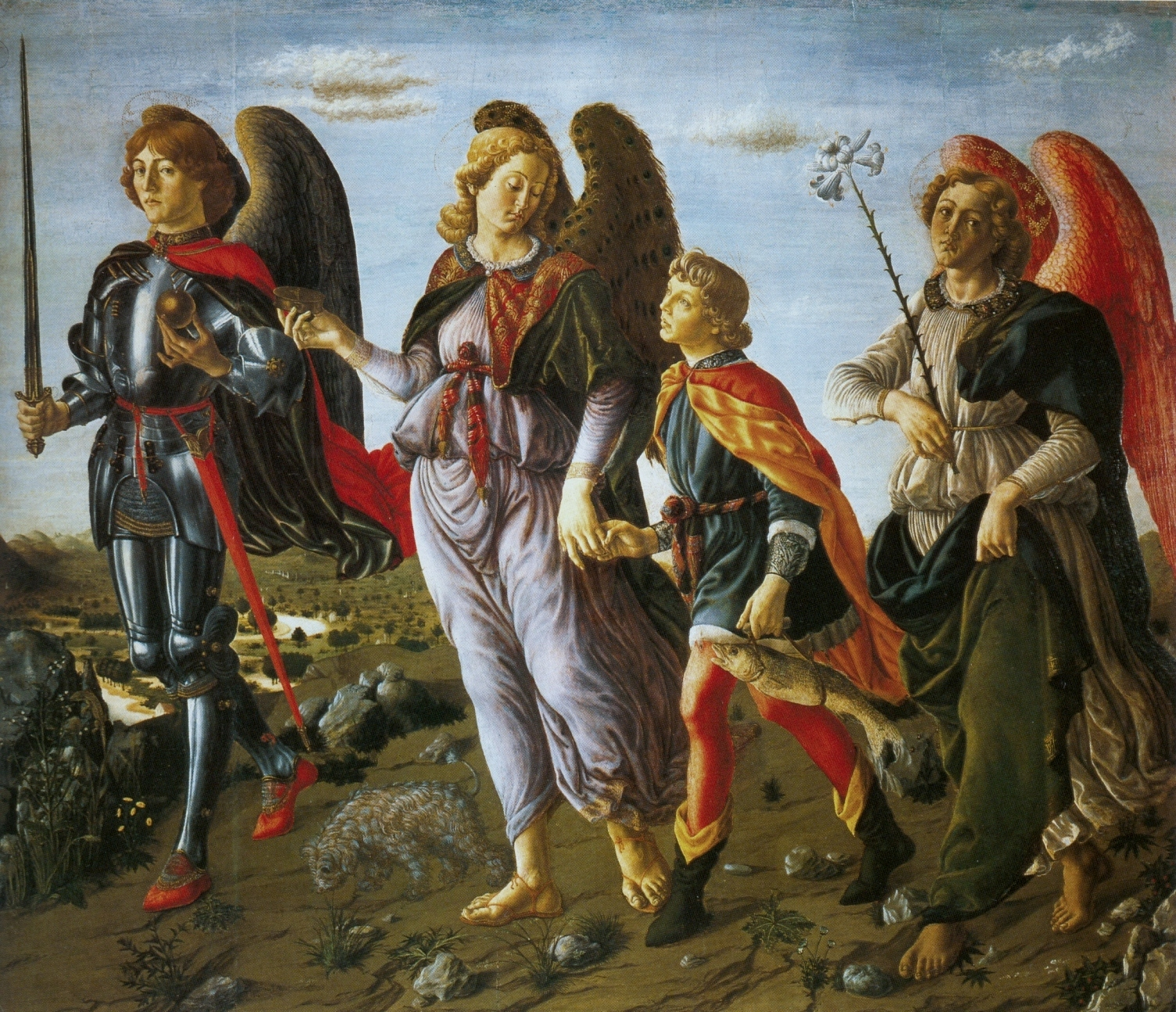
Три архангели і Товія. Бл. 1471 року, Галерея Уффіці, Флоренція

У коловороті художніх ідей, що змінювали одна одну у Флоренції другої половини XV століття, Франческо Боттічіні цілком успішно лавірував, використовуючи у своєму мистецтві все, що вважав за необхідне. В його роботах бачать вплив Верроккйо, Боттічеллі, Андреа дель Кастаньйо, Козимо Росселлі, Філіппіно Ліппі і фламандського живопису. Перші дослідники творчості художника, такі як Бернард Беренсон і Раймонд ван Марле, критично ставилися до спадщини Боттічіні, закидаючи йому нестачу оригінальності і схильність до імітації стилів інших живописців. Сучасні спеціалісти не є так само категоричними у своєму критицизмі, наприклад, вони посилаються на трактат «Книга про мистецтво» Ченніно Ченніні, в якому повідомляється, що копіювання широко відомих художників було частиною тренінгу, а в середовищі художніх майстерень циркулювали спеціальні збірки малюнків і схем.
Творчість Боттічіні поділяється на три основних періоди: ранній, в якому простежується залежність від мистецтва його вчителя Андреа Верроккйо; зрілий період 1470-х — початку 1480-х, коли художник, перебуваючи під впливом Сандро Боттічеллі і фламандського живопису, зміг створити індивідуальний складний і вишуканий стиль; і пізній період, для якого характерне відтворення художніх кліше і повторення власних формул — в цей час художник працював здебільшого для замовників з провінційних містечок навколо Флоренції. Твори, що існують сьогодні і приписуються майстру, як правило, не мають підпису і дати, тому деякі його роботи різні автори відносять або до ранніх, або до більш пізніх.

### Ранні роботи
Еверетт Фейхі й Лучано Беллозі, котрі досліджували творчість юного Боттічіні, віднесли до раннього періоду (1465—1470 рр.) цілу низку творів, серед яких: «Святий Севастьян» (Музей Метрополітен, Нью-Йорк; раніше робота приписувалась Андреа Кастаньо); серію картин пределли невідомого вівтаря — «Воскресіння Христа» (Колекція Фрік, Нью-Йорк) і «Розп'яття» (Національна галерея, Лондон); «Бичування Христа» (колекція Бернсона, Сеттіньяно), «Таємну вечерю» (Національна галерея Шотландії, Единбург) та інші. Низка дослідників вважає «Мадонну з немовлям» з музею Метрополітен, Нью-Йорк, яка раніше приписувалась або майстерні Верроккйо, або пензлю самого Андрея дель Верроккйо, також ранньою роботою Франческо Боттічіні. Вершиною періоду залежності від творчості Верроккйо було створення картини «Три архангели і Товія» (бл. 1471 р., Галерея Уффіці, Флоренція). Раніше її вважали роботою Андреа Верроккйо, у такому ступені картина є близькою до кола творів на цю тему художників, що вийшли з його майстерні (наприклад, варіант з Національної галереї, Лондон).

### Три архангели і Товія
Історія Товії описується в біблійній Книзі Товита, не включеної до канонічного тексту. Товит був заможним торговцем з Ніневії, робив багато добра людям, однак згодом розорився. Він послав свого сина Товію до Мідії в місто Раги, щоб повернути срібло, давно віддане на зберігання своєму колишньому партнерові. Товія познайомився з молодим чоловіком, який сказав, що знає дорогу, і зголосився супроводжувати його. Дорогою Товія вирішив вимитися в річці, і на нього напала велика риба. Його супутник наказав схопити її, і викинути на берег. Рибу вони спекли і з'їли, а риб'ячу печінку, серце і жовч взяли з собою. Батько Товії страждав сліпотою, і його супутник порадив вилікувати батька жовчю цієї риби. Після декількох драматичних колізій, Товія щасливо повернувся додому, вилікував очі батька, і тільки потім зрозумів, що його супроводжував ні хто інший, як сам архангел Рафаїл. Завдяки цій біблійній історії архангел Рафаїл шанувався як покровитель мандрівників і майстерний цілитель. Цей культ викликав появу Братства архангела Рафаїла, дуже популярного у Флоренції у 1450–1480 роках, і картин із зображенням історії Товії — в цей період їх створювали багато різних художників. Як правило, ці картини призначалися не для вівтаря, а вішалися на бічних стінах храмів, що дозволяло віруючим звернутися до архангела Рафаїла зі своєю молитвою.
Франческо Боттічіні написав свій варіант історії Товії на замовлення Братства архангела Рафаїла («Il Raffa»), фактичним членом якого він став близько 1470 року. На відміну від роботи на цю тему його вчителя Андреа Верроккйо, художник збільшив число персонажів, включивши ще двох архангелів — Михайла (з мечем) і Гавриїла (з квіткою лілії в руці). У центрі архангел Рафаїл веде Товію, тримаючи в іншій руці баночку з серцем, печінкою і жовчу спійманої риби. Дослідники відзначають, що, як правило, риба, яку несе Товія, зображувалася маленькою, і це може свідчити про те, що художники не були знайомі з оригінальним текстом Книги Товита. Художник звертався до теми Товії неодноразово; його пензлю приписують, щонайменше, сім варіацій на цю тему; більше того, історія Товії була настільки популярна в той час, що цей сюжет художник включав в традиційне зображення «Поклоніння немовляті Христу» (Музей мистецтва, Клівленд), до «Мадонни з немовлям на троні зі святими» (Національна галерея Шотландії, Единбург) і до «Розп'яття зі святими» (раніше зберігалося в Музеї Кайзера Фрідріха).

### Зрілий період
У 1470-ті роки Франческо вступає в зрілий і творчо найбільш продуктивний період. Засвоївши поетику і витонченість Боттічеллі, а також натуралізм фламандського живопису, і поєднавши їх з навичками, отриманими у Верроккйо, і деякими знахідками Філіппіно Ліппі, художник синтезує власний стиль, який мав успіх у сучасників. Про успіх свідчить численність робіт, створених Боттічіні в 1470-х — першій половині 1480-х років: «Мадонна з немовлям на троні з Іоанном Хрестителем і св. Панкратієм, Себастьяном і Петром» (190×195 см, на вівтарі є дата — 1471 р., Музей Жакмар Андре, Париж), «Св. Себастьян» (141×66,7 см; 1473—1474 рр., Музей Метрополітен, Нью-Йорк), «Мадонна з немовлям на троні і двоє святих» (140×143 см, 1470—1475 рр., кол. Гарріса, Лондон), втрачений під час бомбардувань Берліна в 1945 році вівтар «Розп'яття зі св. Антонієм-абатом, св. Лаврентієм, св. Петром-мучеником, архангелом Рафаїлом і Товією» (1470—1475 рр., зберігався в Музеї Кайзера Фрідріха); «Вівтар св. Моніки» (179×180 см, 1470—1478 рр., Церква Санто Спірито, Флоренція; на картині можна бачити прекрасно виконані портрети черниць-августинок).
Дослідники вважають, що після встановлення «Вівтаря св. Моніки» у флорентійському храмі Франческо побував у Емполі, де створив цілу низку чудових робіт, серед яких «Табернакль св. Севастьяна» (художник виконав його спільно зі скульптором Антоніо Росселліно; після 1476 року, Музей в Емполі), «Благовіщення» (дві стулки, кожна розміром 190×82 см, бл. 1480 р., Музей церкві Колледжата, Емполі) і «Табернакль Сакраменто» («Табернакль Таїнства Причастя», бл. 1485 р., Музей в Емполі). Остання робота була розпочата в 1484 році на замовлення Братства Білого вбрання (Compania della veste Bianca); у 1491 році вівтар був встановлений в храмі Сант Андреа, але завершений тільки в 1504 році сином Франческо — Рафаелло Боттічіні. Далі були створені «Мадонна з немовлям у славі з Марією Магдалиною і св. Бернардом» (188×177 см, бл. 1485 р., Париж, Лувр), вівтарна картина «Зняття з хреста з Богоматір'ю, Йосипом Ариматейським, Марією Магдалиною, св. Бернардіно і св. Севастьяном» (148×148 см, 1480—1485 рр., Ф'єзоле, церква Бадіа Ф'єзолана), невеликий триптих «Мадонна з немовлям і святими Домініком, архієпископом, Фомою Аквінським і Миколою Барійським» (Музей Пті-Пале, Авіньйон), ціла серія варіантів «Поклоніння Марії дитині Христу» (їх збереглося більше дюжини), безліч зображень «Мадонни з немовлям», і ціла низка інших робіт.
До 1485 року відносять створення картини «Мадонна поклоняється немовляті Христу з Іоанном Хрестителем і ангелами» (тондо діаметром 123 см, Галерея Пітті, Флоренція). Дослідники відзначають в ній сильний фламандський вплив; це зображення Марії в саду вважають перекладанням старої готичної моделі hortus conclusus («закритого саду»), яке художник виконав новими ренесансними засобами. Картина послужила прототипом для цілої серії подібних робіт «в стилі Боттічіні». Безсумнівним шедевром цього періоду є велика вівтарна картина «Вознесіння Діви Марії» («Вівтар Пальмієрі», бл. 1475—1476 рр.,Національна галерея, Лондон).

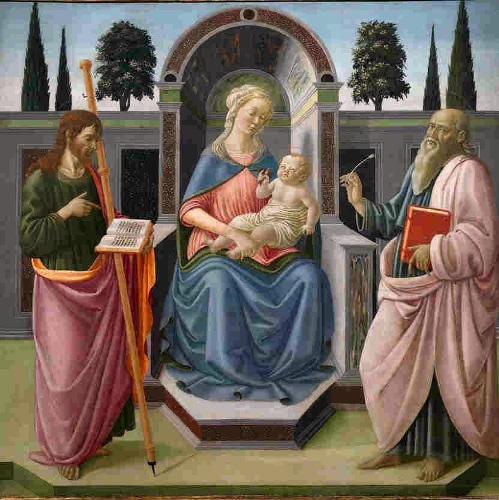
Мадонна з немовлям і святими. 1470–1475, Лондон, колекція Гарріса
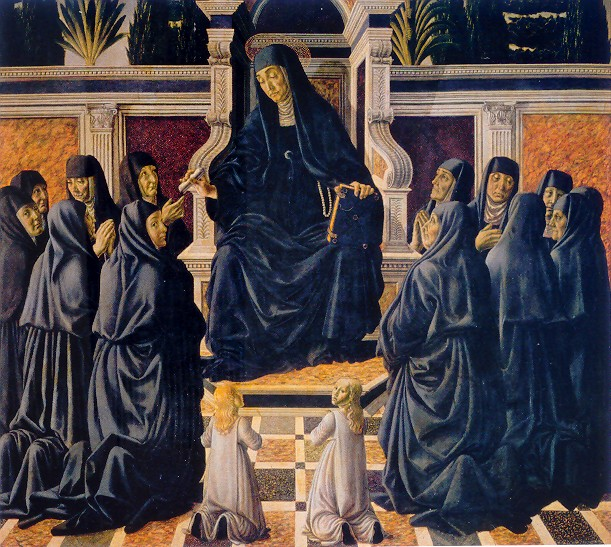
Вівтар святої Моніки. 1470–1475, церква Санто Спірито, Флоренція
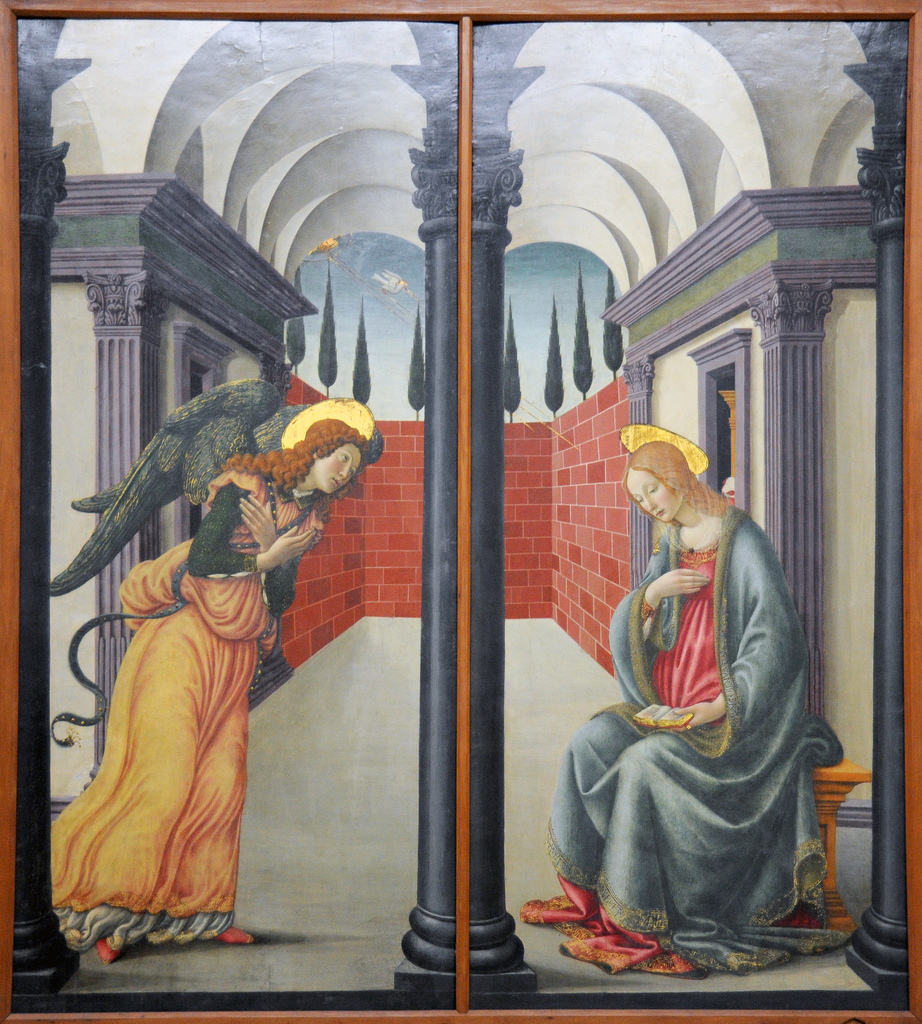
Благовіщення. бл. 1480, Музей церкви Колледжата, Емполі
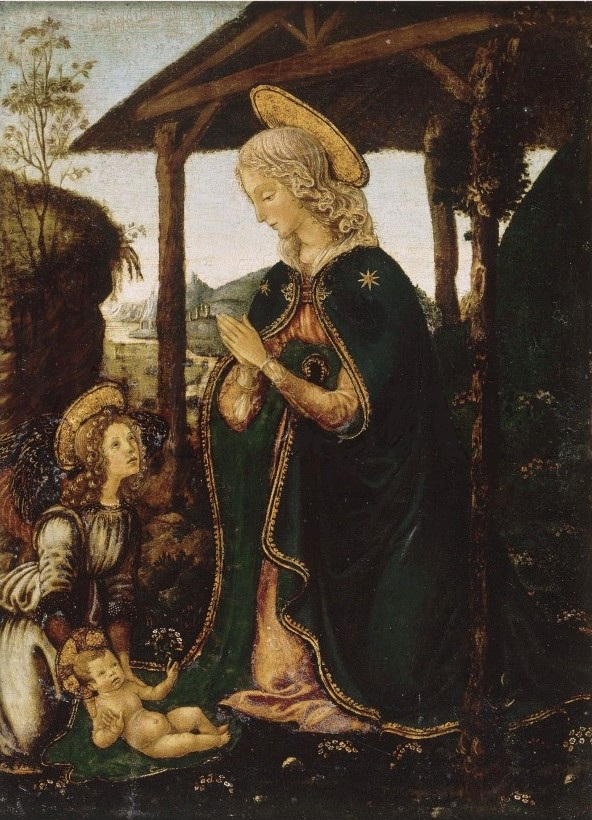
Мадонна, що вклоняється немовляті Христу. 1475–1498, Авіньйон, Пті-Пале
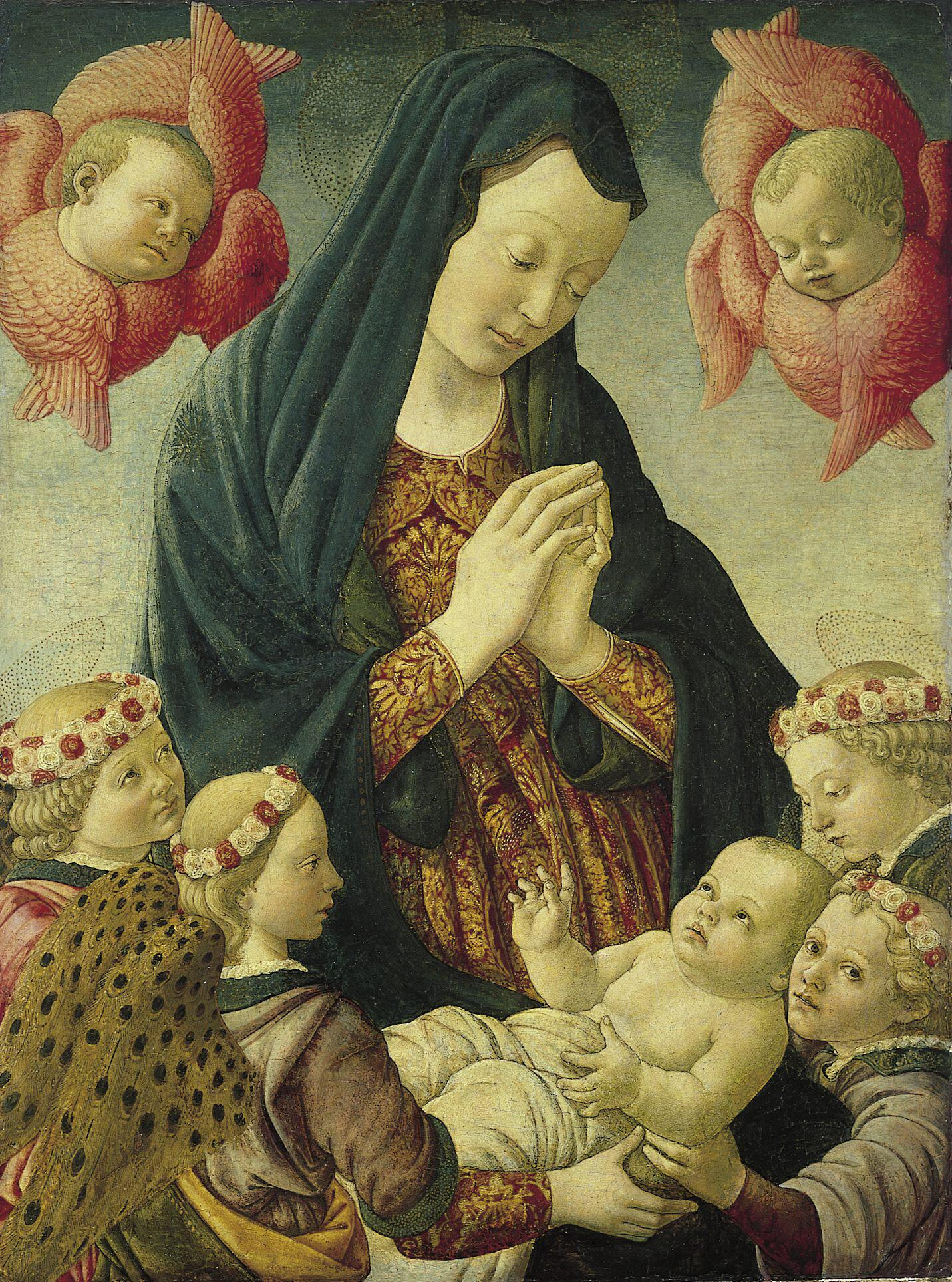
Мадонна з немовлям, ангелами і двома херувимами. 1470–1475, Музей Нортона Саймона, Пасадена
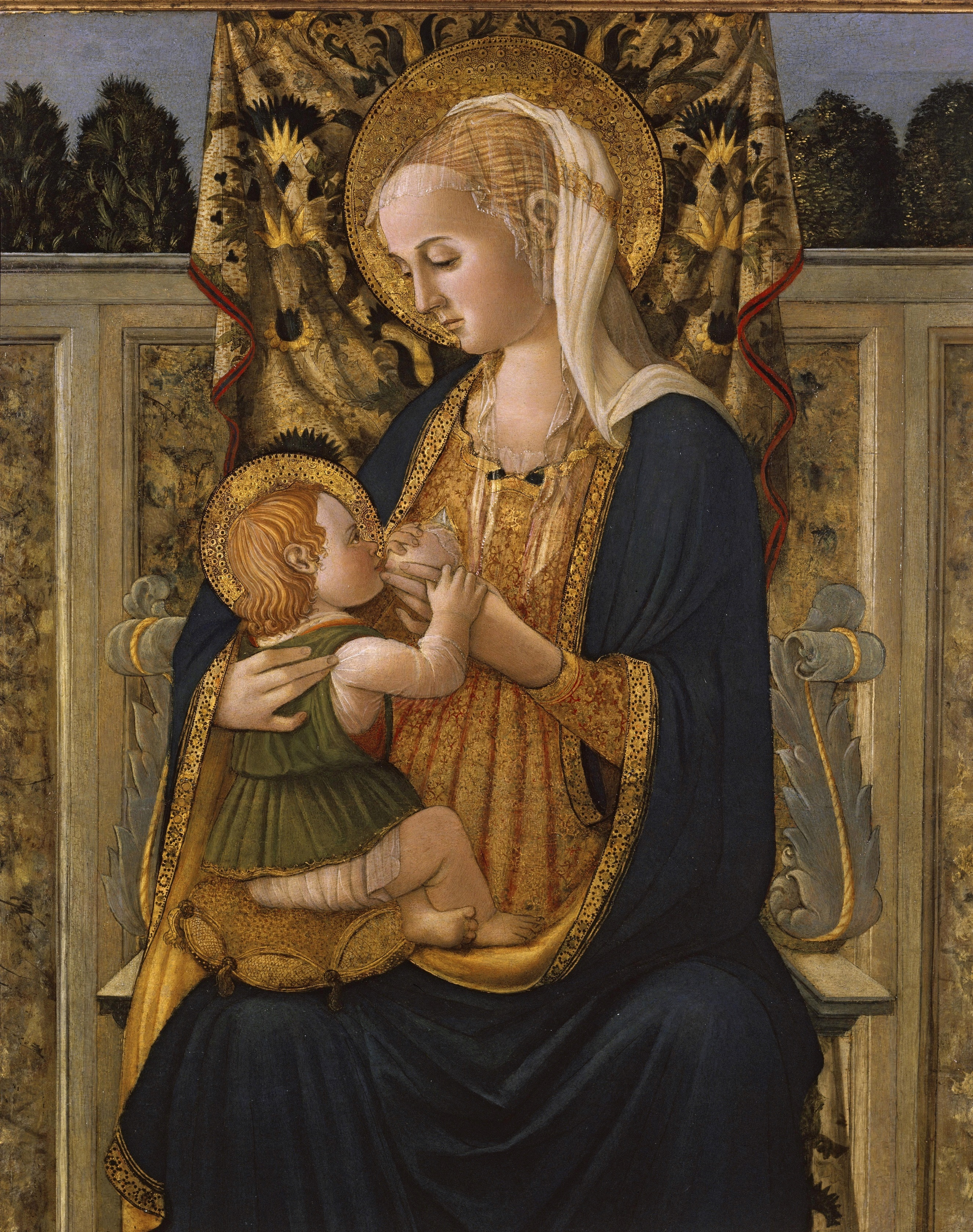
Мадонна з немовлям. бл. 1475, Музей Брукса, Мемфіс
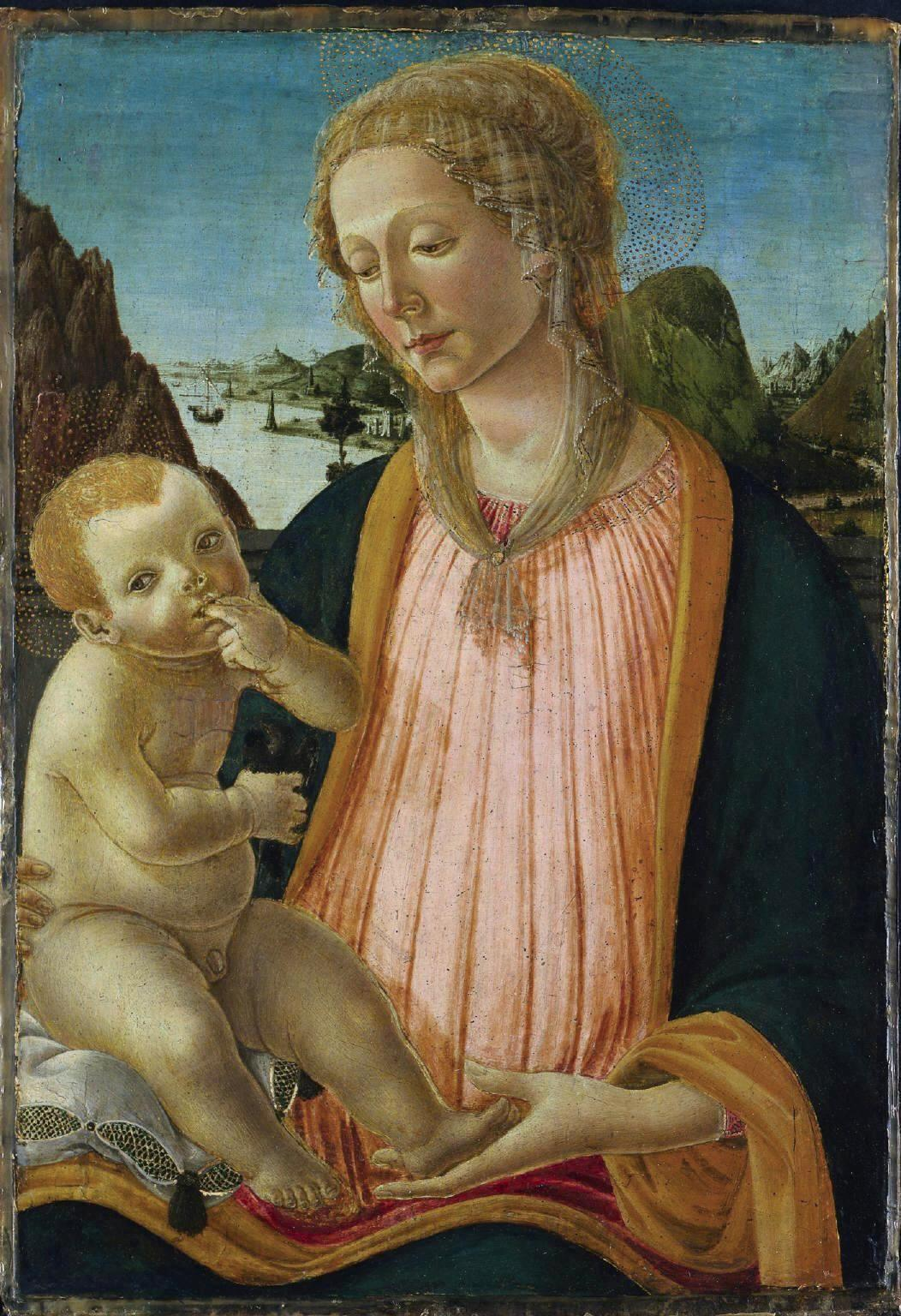
Мадонна з немовлям. 1475–1480, Музей мистецтв, Клівленд

### Вівтар Пальмієрі

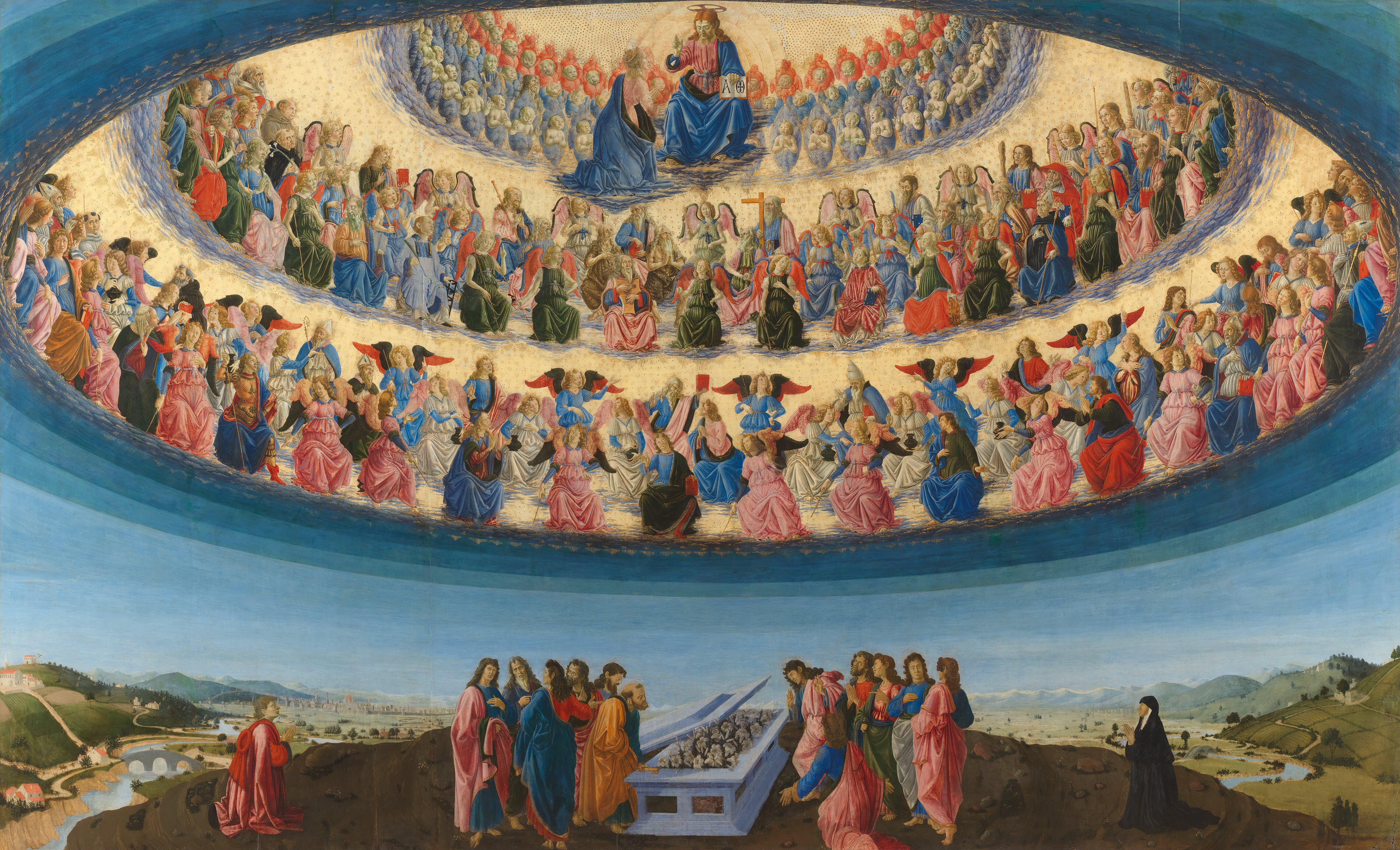
Вознесіння Діви Марії. Бл. 1475. Національна галерея, Лондон

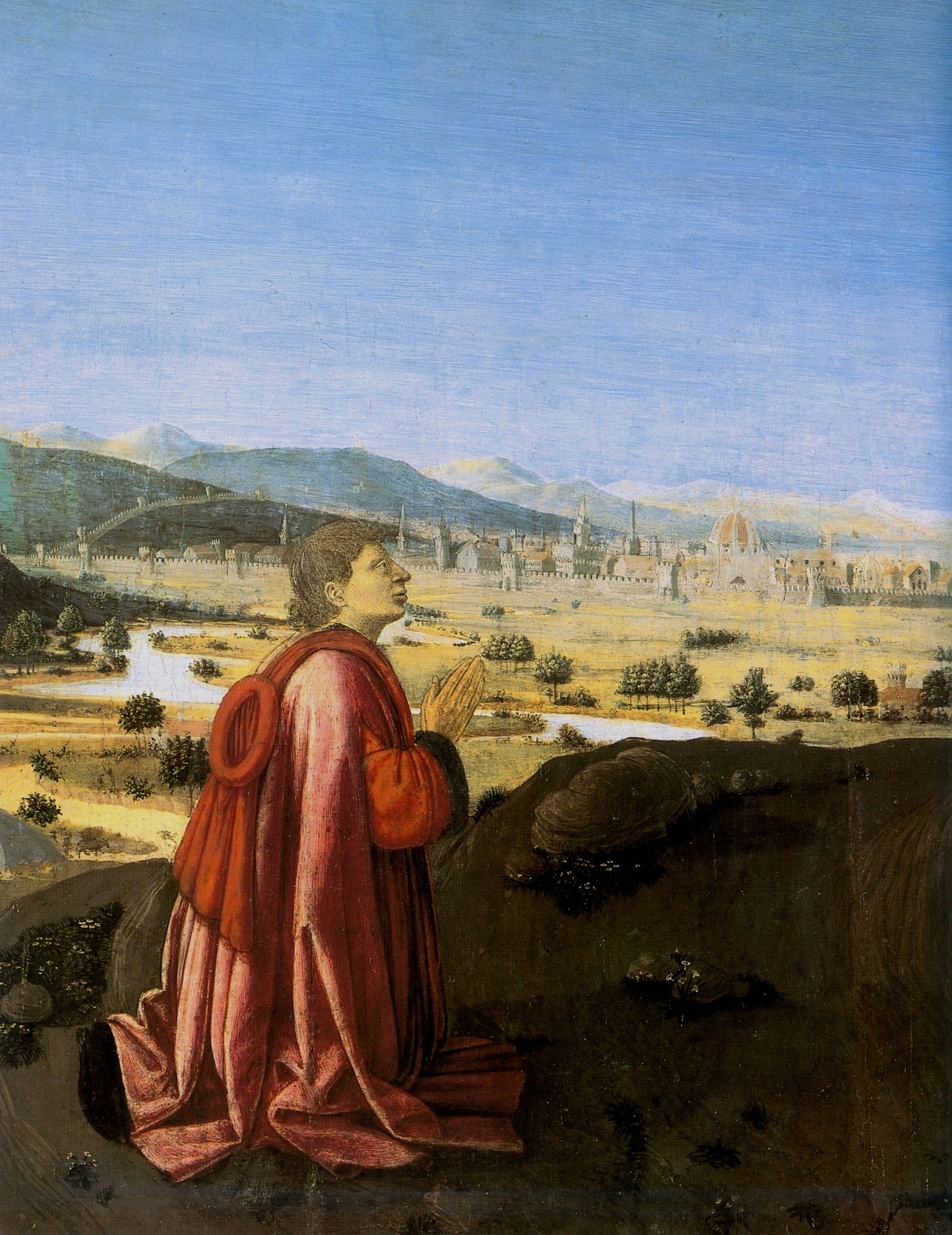
Вознесіння Діви Марії. Деталь: Маттео Пальмієрі.

Твір був написаний на замовлення Маттео Пальмієрі (1406–1475), заможного флорентійця, державного діяча, поета і гуманіста. Контракт на створення вівтаря не зберігся, але до наших днів дійшли непрямі свідчення, які підтверджують, що робота була виконана Боттічіні. Пальмієрі замовив вівтар незадовго до смерті, яка настала у 1475 році, для своєї сімейної капели в церкві Сан П'єр Маджоре. Після смерті чоловіка, його вдова Нікколоза Серральї передала художнику гроші для завершення роботи. Вівтар був встановлений в капелі до 1477 року; остаточний розрахунок з Боттічіні здійснив Антоніо, племінник Маттео Пальмієрі, якому було доручено ведення сімейних справ. У 1783 році церква Сан П'єр Маджоре була зруйнована, і картина перебувала у власності родини Пальмієрі, допоки не була продана антикварному торговцю. Пройшовши через кілька рук, вона опинилася у герцога Гамільтона, який купив її у 1882 році для Лондонської Національної галереї як роботу Сандро Боттічеллі.
Вівтар має великі розміри (228,5×377 см), а також вирізняється незвичайною іконографією зображення Вознесіння Діви Марії. Художник поділив картину на дві частини — земну, з широкою панорамою, що йде вдалину, і небесну, спрямовану концентричними колами вгору. У нижній частині біля спорожнілого гробу Марії, в якому, як символ її чистоти і непорочності, виросли лілії, зібралися 12 апостолів і здивовано обговорюють подію. Зліва, на тлі виду Флоренції в позі донатора зображений Маттео Пальмієрі, праворуч — його дружина Нікколоза. Над всім, що відбувається на землі розверзлася гігантська небесна височінь, в якій на трьох колах розмістився сонм ангелів і святих, що складається з дев'яти рівнів, у повній відповідності з церковним вченням про ангельську ієрархію, що бере свій початок від часів Діонісія Ареопагіта. На картині відсутній популярний для живопису XV століття сюжет з апостолом Фомою, що отримує від Марії пояс — з одного боку доказ її сходження на небо, з іншого зв'язок Неба і Землі. По суті, художник поєднав два іконографічних мотиви в один — зображення Ангельської ієрархії (зазвичай сонм ангелів і святих зображувався в «Коронуванні Марії») і Вознесіння Марії. Верхня частина картини з численними фігурами ангелів в самих різних позах своєю витонченістю нагадує роботи Верроккйо і Сандро Боттічеллі, нижня, своєю безмежною панорамою землі — роботи фламандських майстрів.
Серед творів Маттео Пальмієрі є філософська поема, написана в терцинах, під назвою «Град життя», в якій він відродив деякі старі ідеї Оригена (зокрема, про походження людей від ангелів), і декларував громадянські ідеали гуманізму (зокрема, вважав, що той, хто править на землі, має право на заняття місця серед святих на небі). Як єретичний твір поема була заборонена церквою і побачила світ лише в XIX столітті. Старі джерела (Ландіно, 1481; Вазарі, 1568) пишуть про єресі Пальмієрі. Росселі у 1657 році повідомляє, що вівтар був закритий завісою від відвідувачів. Крім того, постать Маттео Пальмієрі на картині була пошкоджена зловмисником так, як це іноді робилося відносно відступників від віри (хоча пошкодження могло виникнути і з інших, чисто технічних причин; відреставровано в 1956 році). Тим не менш, сучасні дослідники вважають, що незвичайна іконографія картини (в ангельській ієрархії присутні хоч і святі, але все ж люди) навряд чи пов'язана з єрессю Пальмієрі, а єретичний вівтар навряд чи змогли б довго терпіти у своєму храмі черниці-бенедиктинки, яким належала церква Сан П'єр Маджоре. Більш того, надалі різні художники неодноразово в тому чи іншому вигляді повторювали іконографічну знахідку Боттічіні.

### Пізні роботи

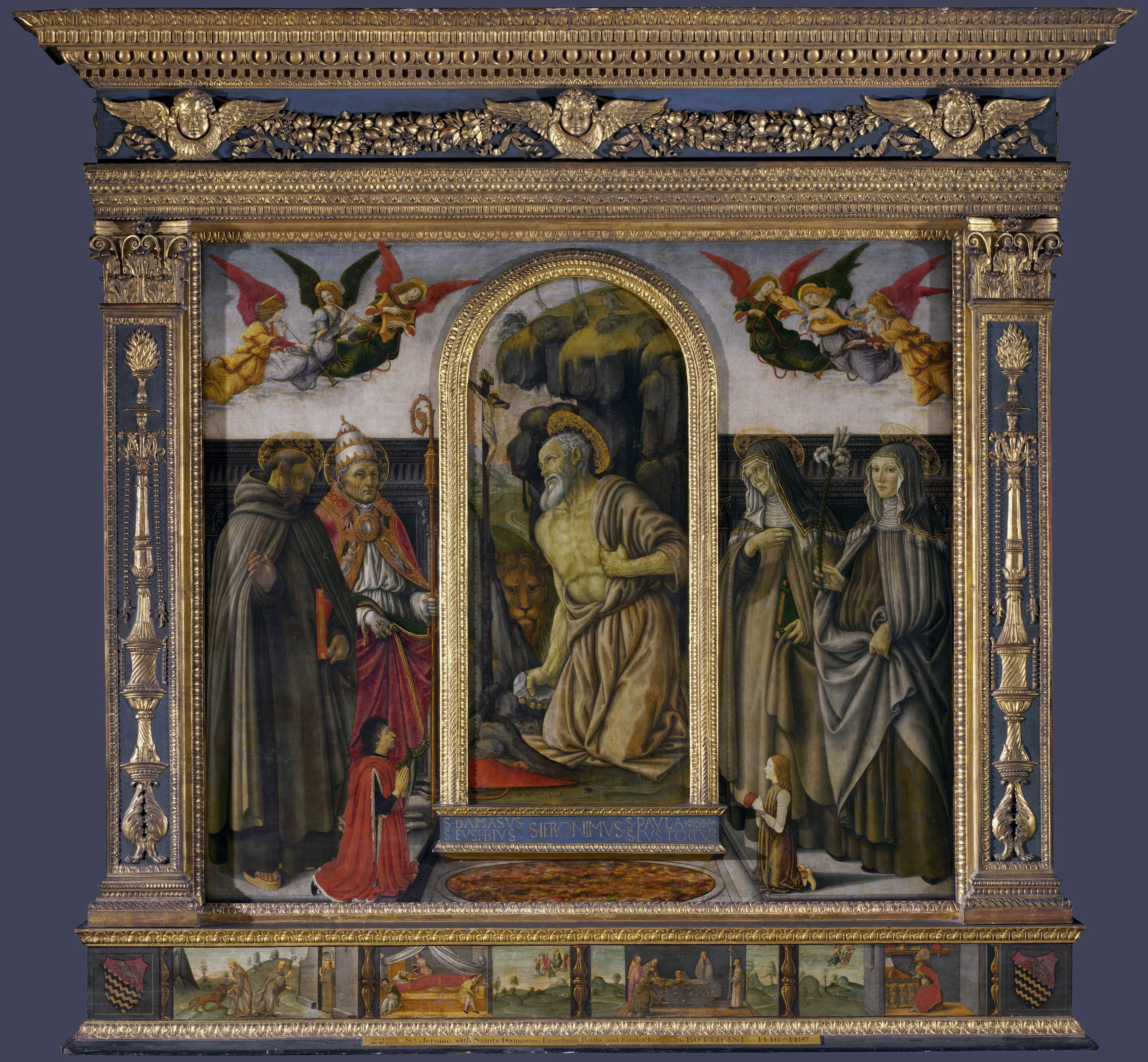
Вівтар Ручеллаї. 1490–1498 рр., Національна галерея, Лондон

Наприкінці 1480-х й у 1490-ті роки митець не стільки експериментував, скільки відтворював напрацьовані схеми. Після смерті Лоренцо Медічі в 1492 році Флоренція вступила в смугу політичної нестабільності. У 1494 році фактичним правителем Флоренції став монах Джироламо Савонарола, з ним місто поринуло в релігійну ортодоксію. Боттічіні пережив цей час, виконуючи замовлення для церков в невеликих містечках навколо Флоренції. Серед найзначніших його творів цього періоду: вівтарі «Мадонна з немовлям на троні з ангелами і святими Бенедиктом, Франциском, Сильвестром і Антонієм-абатом», виконана для Братства св. Хреста в Фучеккьо (287,5×153,3 см; Музей Метрополітен, Нью-Йорк); «Мадонна з немовлям на троні зі святими, архангелом Рафаїлом і Товією» (бл. 1495 р.; 149×170 см; Національна галерея Шотландії, Единбург); «Мадонна з немовлям на троні зі святими Ієронімом, Франциском, Антонієм Падуанським і Людовиком Тулузьким» (157×133 см, 1490—1498 рр., Прато, Міський музей); «Вівтар Ручеллаї» (Св. Ієронім в пустелі, святі Дамасій (тато), Євсевій, Паула і Евстохій; 235×258cm, 1490—1498 рр., Національна галерея, Лондон). Можливо, це був останній великий твір Боттічіні. Припускають, що його замовив представник могутнього флорентійського сімейства Джироламо ді П'єро ді Кардінале Ручеллаї (пом. 1497?), який був похований біля цього вівтаря в церкві ієронімітів (відлюдники св. Ієроніма) під Ф'єзоле. Св. Ієронім (італ. Джироламо) був покровителем покійного, і на вівтарі, цілком ймовірно, як донатори зображений Джироламо ді П'єро зі своїм сином. В пределлі вівтаря розташовуються картини зі сценами з житія св. Ієроніма. Особливістю вівтаря є його рама, яка, незважаючи на реставрацію, зроблену в XIX столітті, зберегла клеймо первісного різьбяра. Тобто, у своїй основі це оригінальна рама XV століття, що є великою рідкістю.
До 1490-х років відносять також «Поклоніння Марії немовляті Христу» (88×57 см, 1490-ті рр.; Ка' д'Оро, Галерея Франкетті, Венеція) і ще кілька подібних робіт, «Мадонни» з музею Цинциннаті і з музеїв в Отені і в Гроттінгені, «Коронування Марії» в Галереї Савой, Турин. Пензлю Боттічіні приписують також кілька чоловічих портретів, створених в різний час. Всього з ім'ям цього живописця різні дослідники пов'язують більше ста творів станкового живопису: самостійних картин-ікон, цілих вівтарів, і розрізнених частин від них. Син Франческо — Рафаелло Боттічіні (нар. 1477 — документи повідомляють про нього до 1520 року), в основному працював у провінції, але вже в іншій живописній манері, оскільки художні тенденції швидко змінювалися, і на початку XVI століття стиль Франческо Боттічіні виглядав явним анахронізмом.

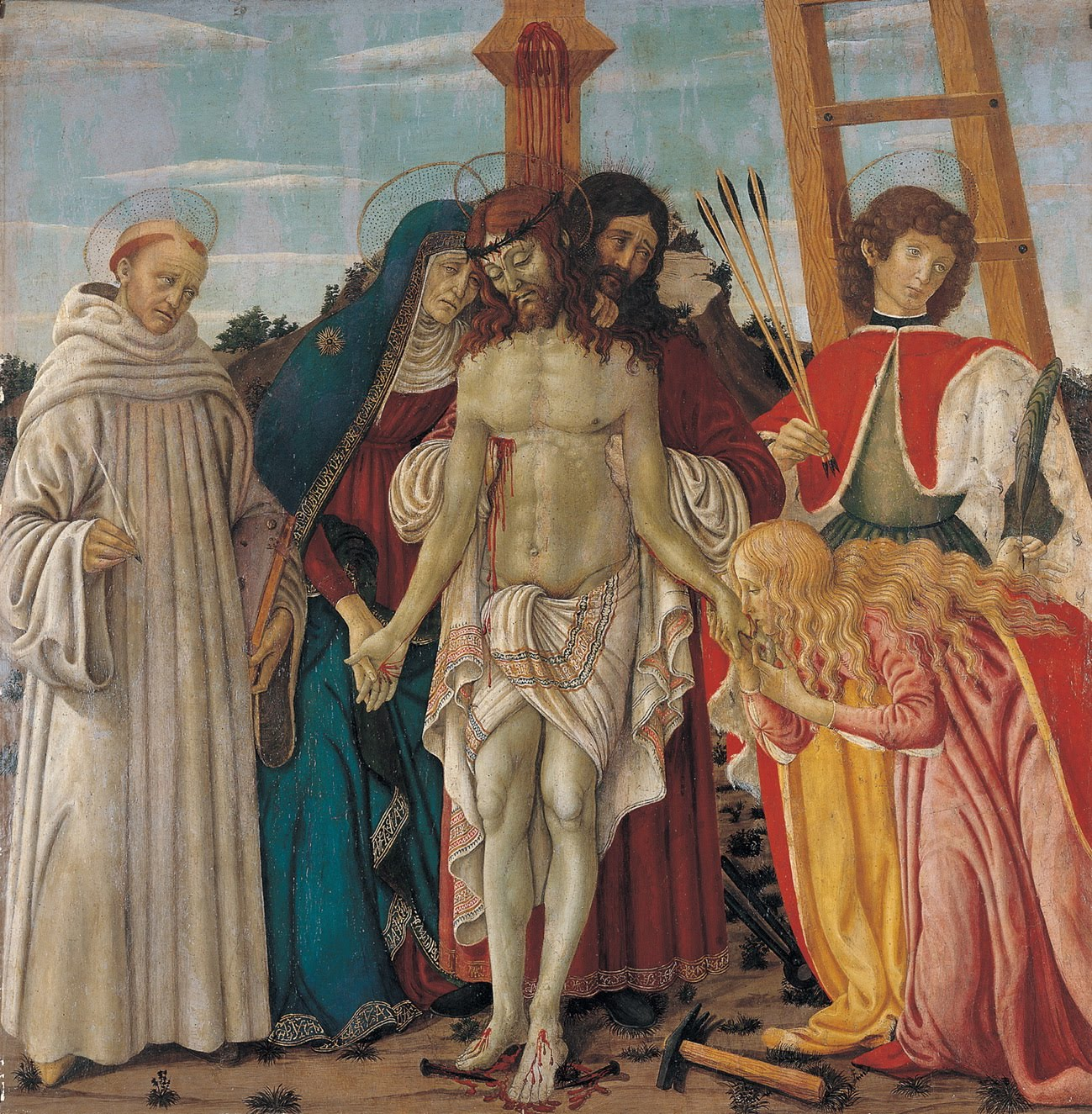
Зняття з хреста з Дівою Марією і святими. 1480—1485 рр., Ф'єоле, ц. Бадіа Ф'єзолана
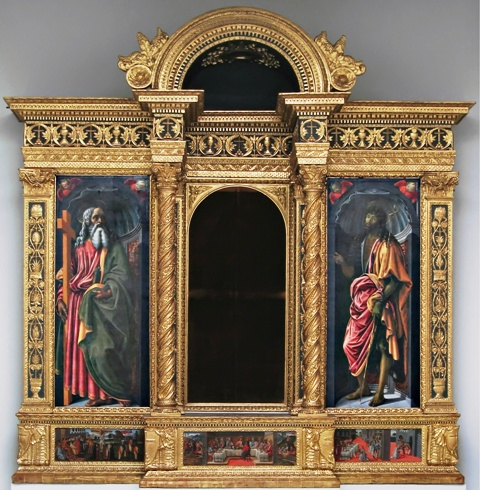
Табернакль Сакраменто (Табернакль Таїнства Причастя) 1484—1491 рр., Емполі, Музей
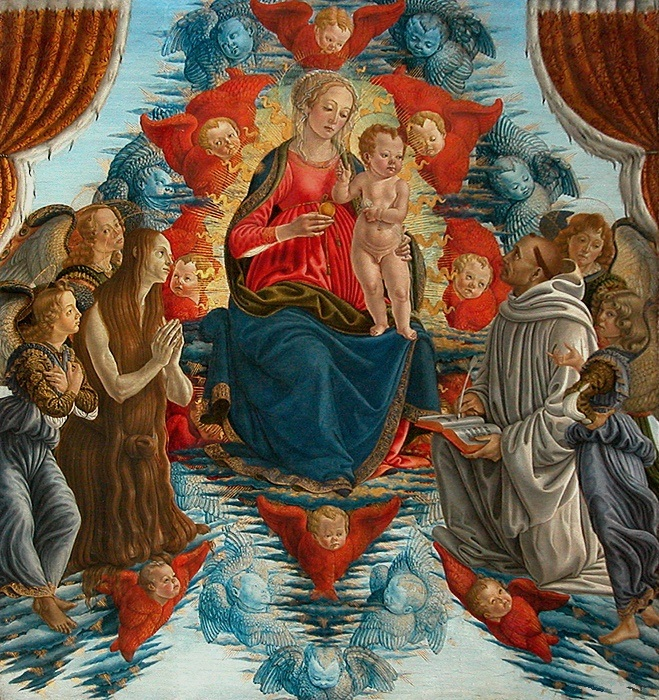
Мадонна у славі з ангелами і св. Марією Магдалиною і св. Бернардином. 1480—1490 рр., Лувр, Париж
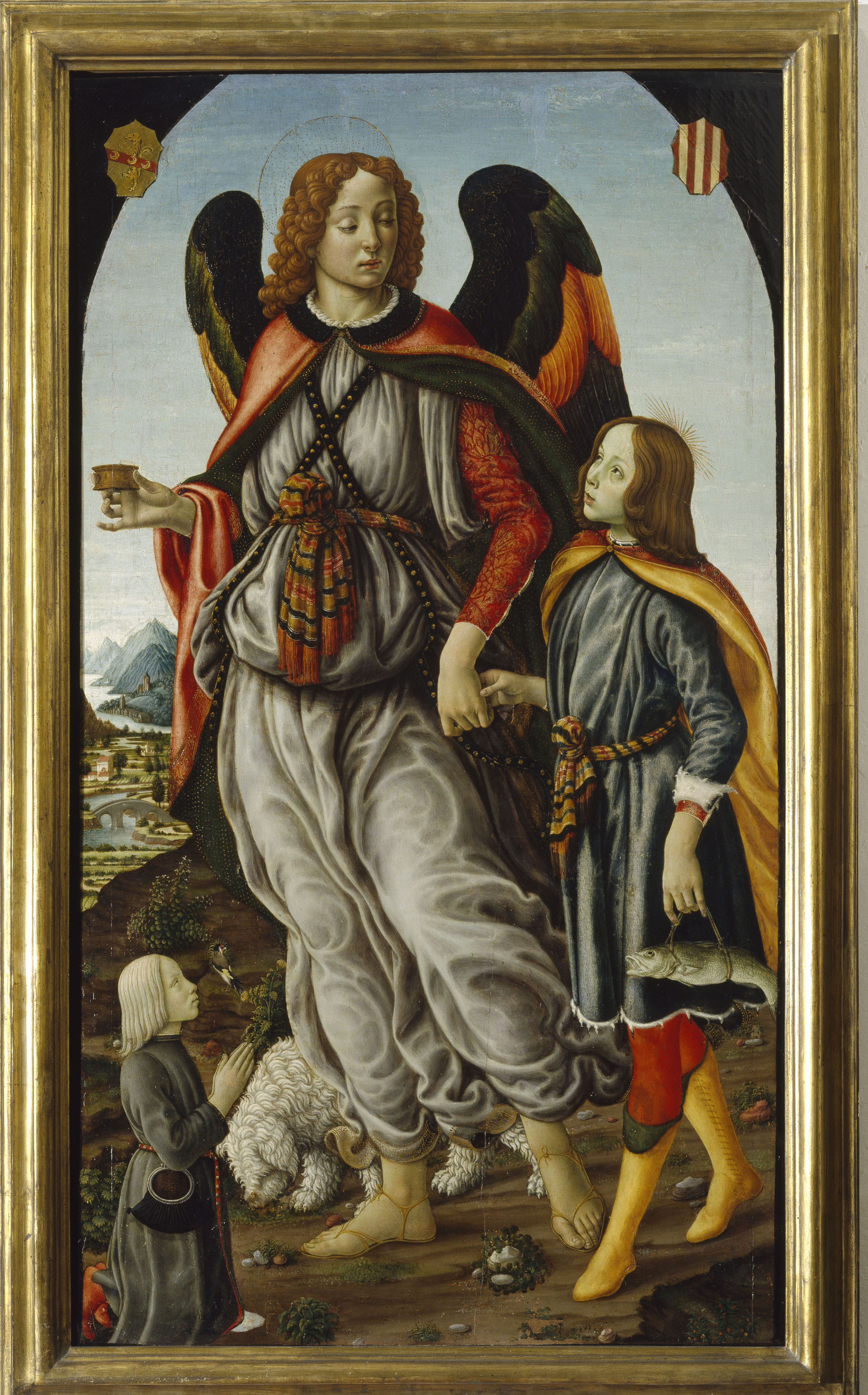
Архангел Рафаїл з Товією та юнаком-донатором. 1480—1490 рр., ц. Санта Марія дель Фьйоре, Флоренція
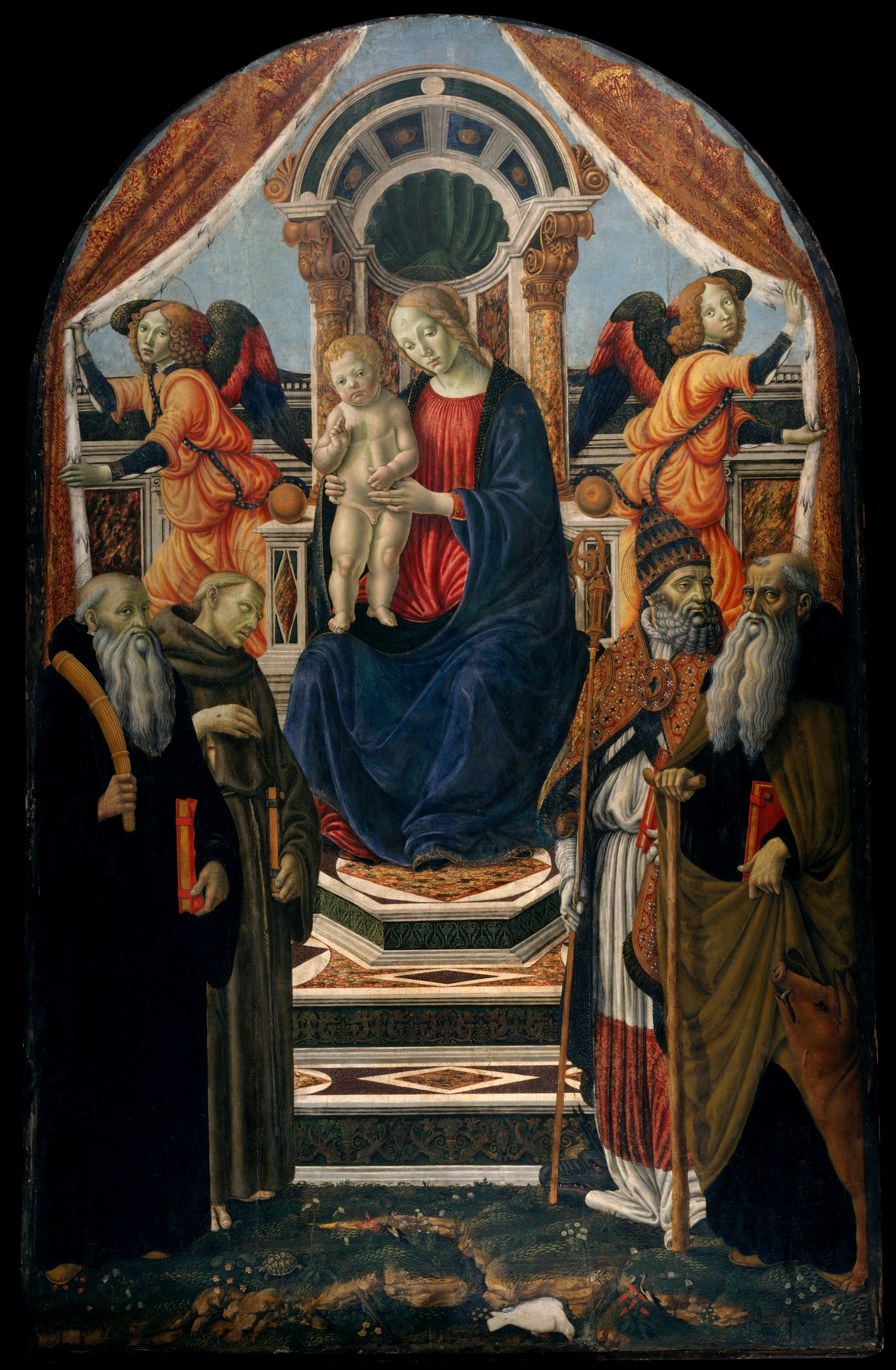
Мадонна з немовлям на троні зі святими і ангелами. 1492—1495 рр., музей Метрополітен, Нью-Йорк
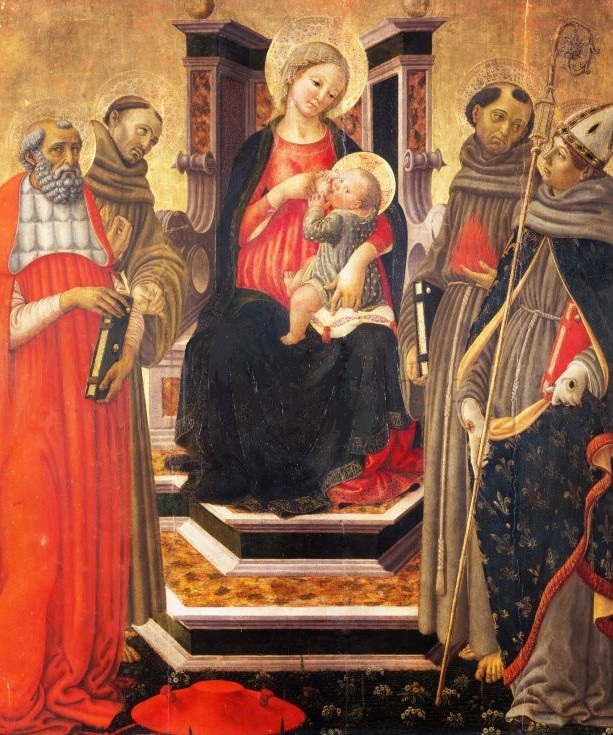
Мадонна з немовлям на троні зі св. Ієронімом, Франциском Ассизьким, Антонієм Падуанським і Людовиком Тулузьким. 1490—1498 рр., Прато, музей.
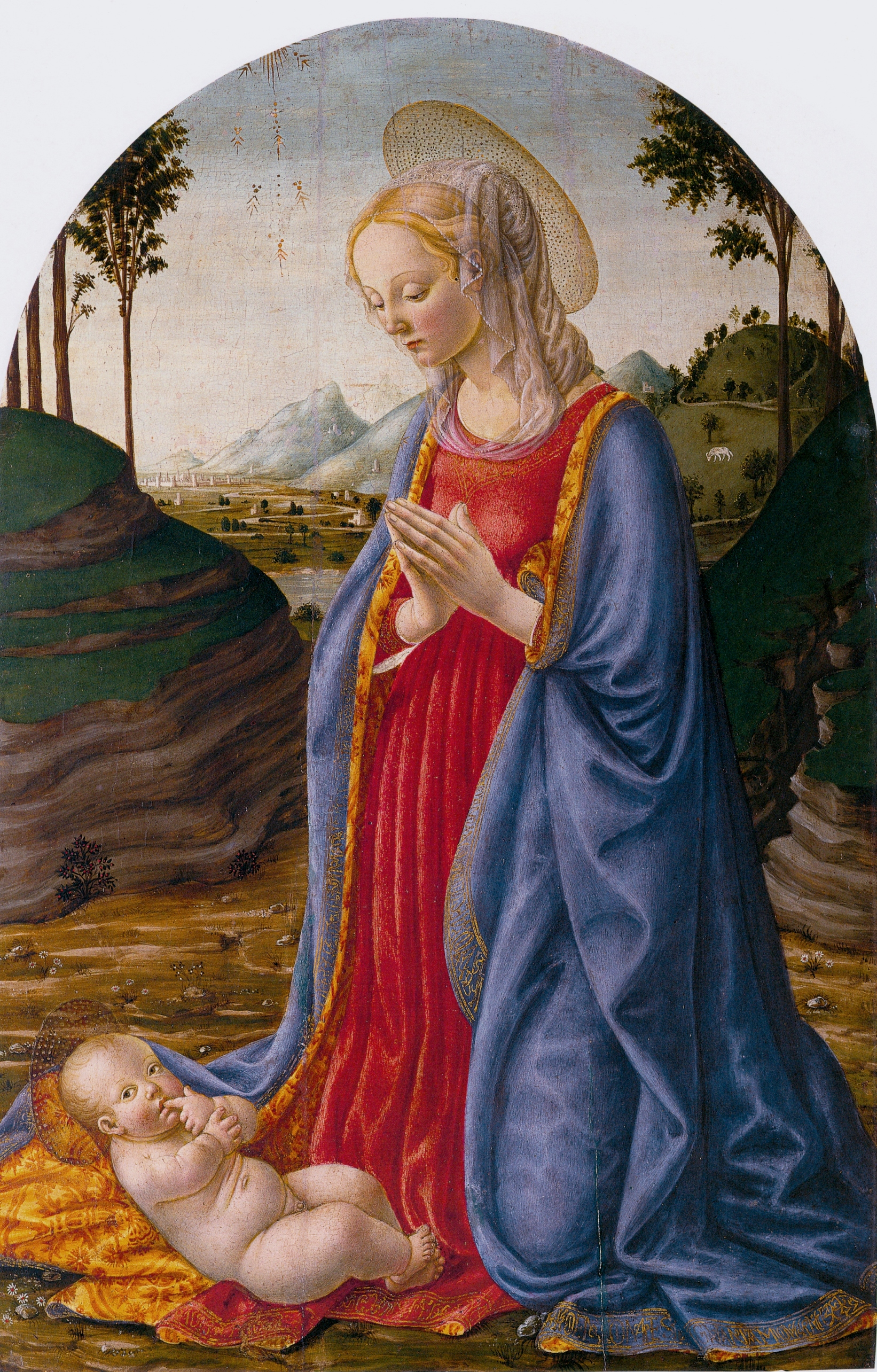
Мадонна вклоняється немовляті Христу. 1490-ті рр. Галерея Франкетті, Венеція.